# باريسا
باريسا قرية سورية تتبع ناحية أبو الظهور في منطقة مركز إدلب في محافظة إدلب. بلغ عدد سكانها 714 نسمة في عام 2004 حسب إحصاء المكتب المركزي للإحصاء.